# Jakob Albert Englund
Jakob Albert Englund, född 6 juli 1823 i Härnösands församling, Västernorrlands län, död 27 juli 1914 i Nederluleå församling, Norrbottens län, var en svensk präst samt lokal- och personhistoriker. Han var fosterson till sin morbror Carl Eurenius.
Englund blev kyrkoherde i Offerdals socken 1858 och i Nederluleå socken 1869 samt blev teologie doktor i Uppsala 1893. Bland hans verk märks Gedungen el. Ragundasjöns utgräfning (1853, ny upplaga 1922), Framstående kyrkans män (1889), Krigiska besök i Norrbotten (1904), Bidrag till Norrbottens läns historia (1905, omtryckt 1911), samt tillsammans med Otto Nordenstam och Torsten Svartengren uppbyggelsesamlingen Hvetekorn (1891). Som präst var Englund känd för sin tolerans mot de sekteristiska rörelserna i Norrland och författade flera småskrifter om dessa. Han var kontraktsprost 1883–1899.